# Jeet Kune Do
Jeet Kune Do (Kinesisk: 截拳道, Cantonese: Jitkyùndou, Jyutping: Zit6 Kyun4 Do6, pinyin: Jiéquándào lit. "Way of the Intercepting Fist," også "Jeet Kun Do","JKD," eller "Jeet Kuen Do") er en kampfilosofi udviklet af Bruce Lee.
Der er dog en forkert udbredt opfattelse i dag om, at Jeet Kune Do er en fastlagt kampstil eller en videreudvikling af Wing Chun, en stil som Bruce Lee for længst havde droppet efter sin kamp mod Wong Jack-man.